# Lucius Lyon
Lucius Lyon (Shelburne, 26 febbraio 1800 – Detroit, 24 settembre 1851) è stato un politico statunitense.
Frequentò le scuole d'obbligo e si trasferì nel 1821 a Bronson, in Michigan, dove divenne un topografo. Divenne Topografo di Stato del Territorio del Michigan per il suo ottimo lavoro nella Guerra di Toledo. Fu eletto Senatore statunitense il 26 gennaio 1837 (che è anche la data d'entrata del Michigan negli Stati Uniti d'America) e coprì questo ruolo fino al 1839.